# Masacre de la Loma de San Juan
La Masacre de la Loma de San Juan o Masacre de los 71 ocurrió el 12 de enero de 1959 tras el fusilamiento de 71 colaboradores de Fulgencio Batista condenados sumariamente tras ser acusados de cometer torturas y asesinatos en masa.

## Antecedentes

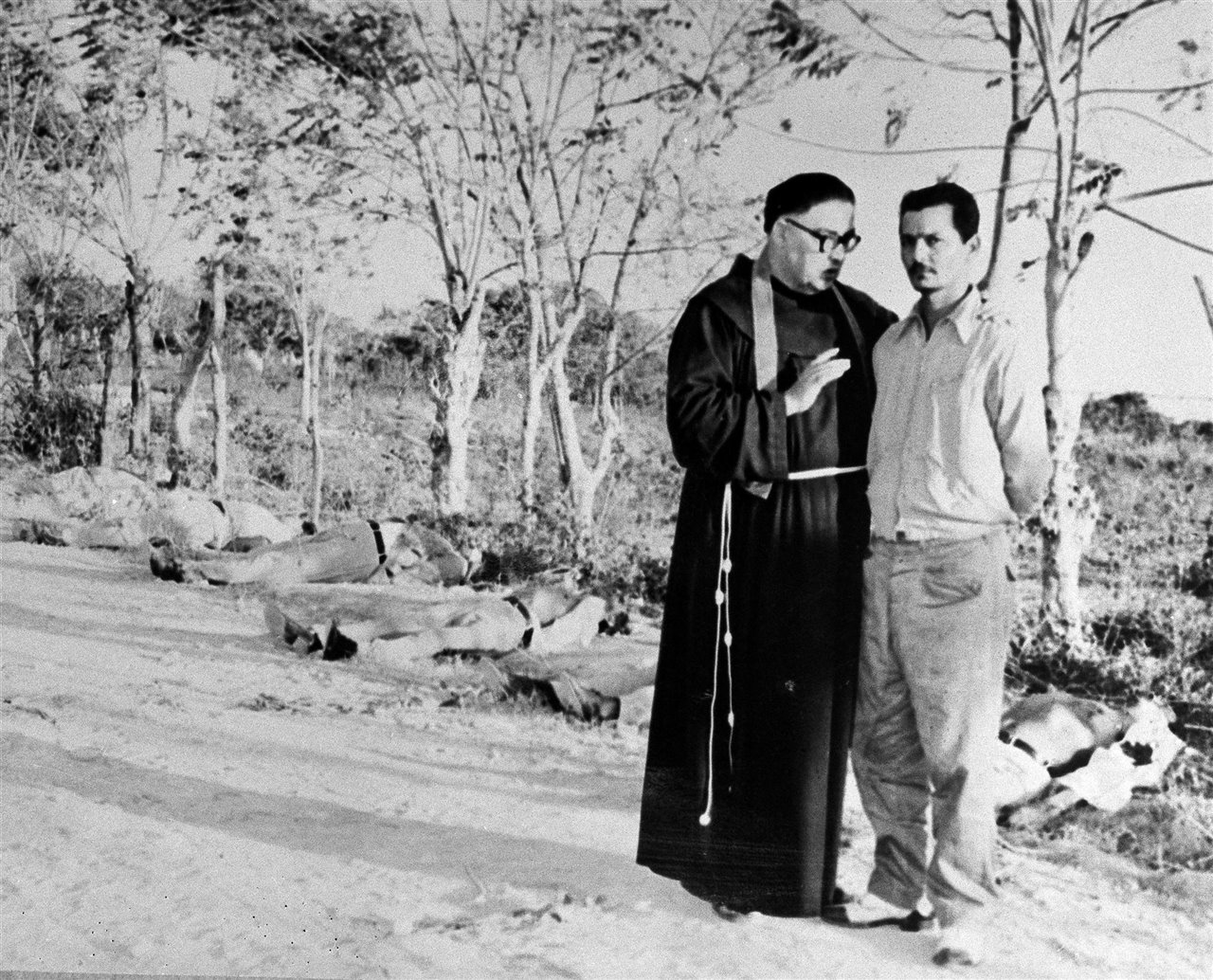
Fusilamiento de Arístidez Díaz en Manzanillo.

Tras el triunfo de la Revolución cubana el 1 de enero de 1959 decenas de sus partidarios de Fulgencio Batista y miembros de las fuerzas armadas y la policía fueron detenidos y acusados de crímenes de guerra y otros abusos. Según la revista estadounidense Time, la mayoría de los acusados:
"eran asesinos probados. Para extraer secretos de los rebeldes capturados, arrancaban las uñas y carbonizaban manos y pies en vicios al rojo vivo. La castración era una de las principales armas de la policía..."
Aunque según la organización cubana Archivos Cuba encargada de recopilar información acerca de las víctimas de las dictaduras de Fulgencio Batista y Fidel Castro, alega que la mayoría de los acusados no habían cometido delito alguno. La constitución cubana de 1940 prohibida la pena de muerte, pero esta fue abolida.

## Juicio
El 11 de enero, un tribunal revolucionario en Santiago de Cuba condenó a muerte a 4 individuos tras un juicio sumario de 4 horas al ritmo de 4 minutos para cada sentencia. Estuvo dirigido por Belarmino Castilla Mas, Jorge Serguera actuó como fiscal y todo se desarrolló en un ambiente de circo, sin abogados defensores ni pruebas que los incriminaran en crímenes previos.

Posteriormente, el tribunal fue presidido por el Comandante del Ejército Rebelde Raúl Castro, al mando de la provincia de Oriente. Los rebeldes de Santiago condenaron a la pena de muerte a 68 hombres más, Raúl Castro declaró que “si uno era culpable, todos eran también culpables". También se condenaron a 10 hombres a 10 años de cárcel y absolvieron a 47. En la prisión de Boniato, 6 sacerdotes escucharon las últimas confesiones de los condenados. Luego, atados con cuerdas y en pares, fueron llevados en camiones a un campo de tiro en La Loma de San Juan. La revista Time informó:
“Los autobuses llegaron al campo de tiro antes del amanecer y los condenados desmontaron, iban con las manos atadas y los rostros demacrados. Algunos alegaron que habían sido simpatizantes de los rebeldes todo el tiempo, algunos lloraban, la mayoría iba en silencio. En una colina que dominaba la cordillera, una multitud vitoreaba a cada descarga. “Mátenlos, mátenlos”, gritaban los espectadores.”
La abrumadora opinión pública, instó a los pelotones de fusilamiento a seguir adelante. Ninguna voz cubana se alzó en protesta, aunque sin duda había muchas dudas privadas.

## Hechos alegados

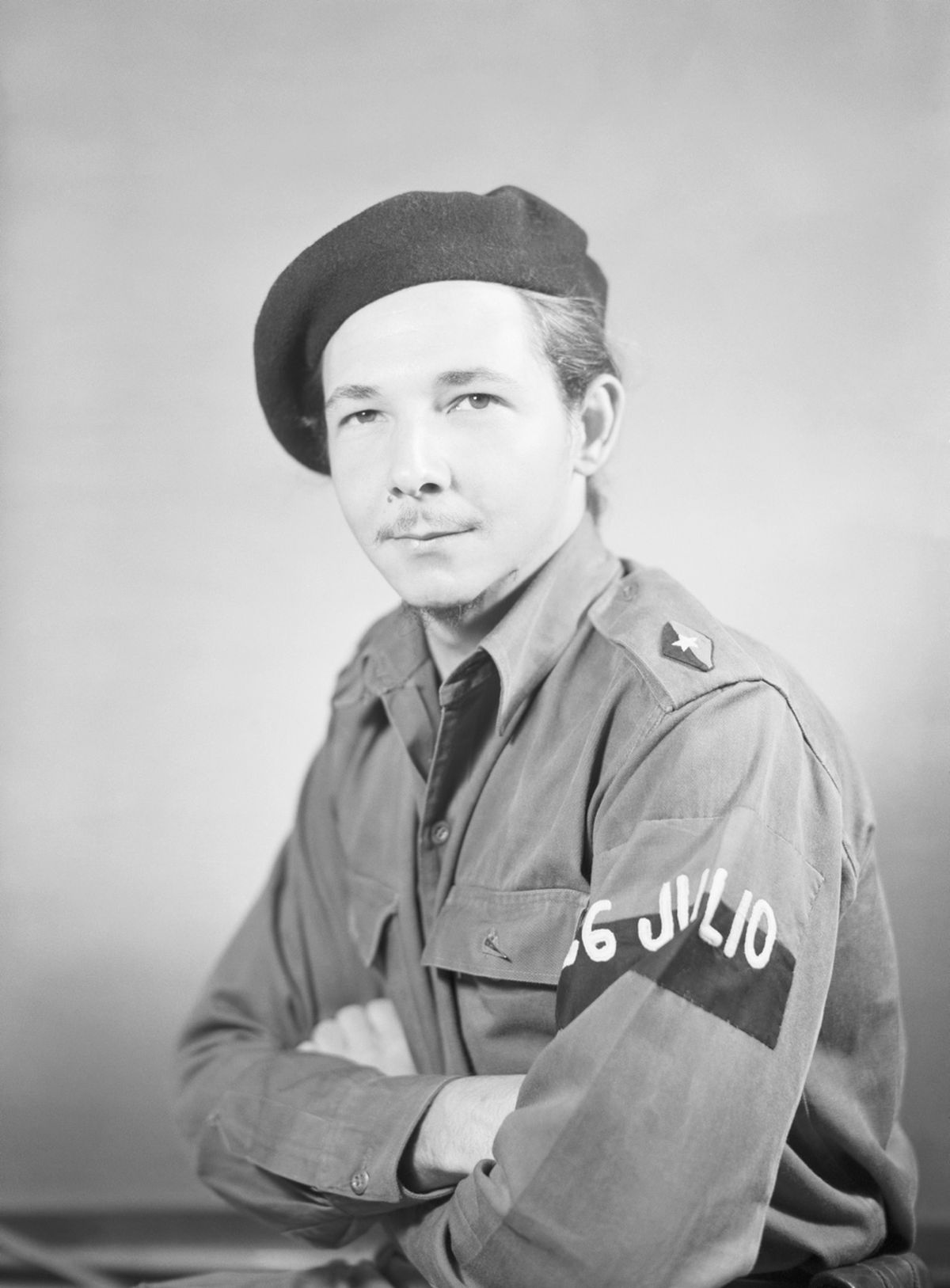
Raúl Castro en 1959.

El 12 de enero de 1959 alrededor de las 2:00 AM comenzó la matanza los hombres eran alineados, uno por uno y fusilados frente a una zanja de 40 metros. Entre 71 y 73 cubanos fueron ejecutados y enterrados en una fosa común que había sido excavada un tiempo antes del juicio. Raúl Castro dirigió la matanza.
 

La lista para el fusilamiento contenía 72 nombres, pero uno logró evadir el pelotón, presumiblemente gracias a contactos personales, se trataba de un joven de 15 años apodado El Fiñe. Otros tres prisioneros del total reconcentrado en la galera N.º 8 de la cárcel de Boniato también lograron escapar. El Padre Jorge Bez Chabebe, acompañó a cada una de las víctimas a su ejecución y confirmó que los fusilamientos se prolongaron hasta las diez de la mañana. Jorge Bez Chabebe increpó a su acompañante:
“Sr. Capitán, ¿usted no puede detener esto? Va contra todas las leyes, contra la constitución de la república por la cual hemos enfrentado a Batista.”
Y este le respondió, “Padre, haga usted su deber... si yo no fusilo, me fusilarán a mí.” El periodista Antonio Llano Montes, testigo y conocedor de lo ocurrido reveló haber visto manos sobre la superficie de la tierra, reforzando la hipótesis de que había víctimas vivas entre los fusilados, quienes murieron asfixiados intentando salir. Antonio Llano Montes relata en Radio Mambí:
“Fuimos a reportar el juicio que se les hacía a 72 infelices. Estábamos presentes cuando Raúl Castro interrumpió al tribunal y dijo: “Si uno es culpable, los demás también lo son. Los condenamos a todos a ser fusilados”.

Periódico que reseña declaraciones de Raúl Castro quien promete más ejecuciones.

La Masacre fue particularmente anunciada y glorificada por la prensa oficialista en su momento, con el fin de crear terror, sofocar la oposición y consolidar el poder rápidamente. Las víctimas fueron privados del más básico proceso legal. La comunidad internacional se quedó atónita ante el derramamiento de sangre. El delegado de Uruguay ante la Organización de las Naciones Unidas, el embajador cubano de Argentina, el senador liberal estadounidense Wayne Morse y el gobernador de Puerto Rico, Luis Muñoz Marín protestaron. La respuesta de Fidel Castro fue:
“Hemos dado órdenes de fusilar hasta el último de esos asesinos, y si tenemos que oponernos a la opinión mundial para hacer justicia, estamos dispuestos a hacerlo”.
En 1963 el Huracán Flora desenterró algunos de los cuerpos, sacándolos sobre la tierra y dejándolos a la vista de todos. El gobierno reubico a los cadáveres en tumbas de concreto pesado y arrojados a la profundidad de la Fosa de las Caimán.